# Histoire des États-Unis de 1865 à 1918
La période de l'histoire des États-Unis de 1865 à 1918 commence avec la fin de la guerre de Sécession (1861-1865), qui opposa les États industriels du Nord aux États confédérés, notamment sur la question de l'esclavage, et se termine avec la fin de la Première Guerre mondiale. Elle est marquée en particulier par la Reconstruction, qui prend fin avec le Compromis de 1877 et le retrait des troupes du Nord des États sudistes. La période de l'Histoire des États-Unis qui s'est déroulée entre la fin de la guerre et le début du XXe siècle est parfois appelée « période dorée » (en anglais Gilded Age), et fut marquée par une longue prospérité du pays dans de nombreux domaines (économie, industrialisation). Cependant, cette même période étendue jusqu'à la Seconde Guerre mondiale fut aussi caractérisée par un retrait progressif des droits acquis par les Noirs américains à la fin de la guerre dans les États du Sud, qui parvint à son point culminant lors de l'arrestation de Plessy en 1896, qui entérina la ségrégation raciale dans les transports publics. La Grande Dépression toucha aussi l'Amérique, laquelle en sort peu avant la Première Guerre mondiale.

## Les suites de la guerre de Sécession et la Reconstruction (1865-1877)
La période qui suit la guerre de Sécession et qui voit la réintégration des États sécessionnistes dans l'union, ainsi que la politique menée à leur égard pendant cette période se nomme la Reconstruction.
Abraham Lincoln (assassiné en 1865) prône une politique modérée, mais l'immense coût humain de la guerre et les changements sociaux qu'elle apporta amène le Congrès à bloquer la réadmission des États rebelles dans l'Union sans que soient remplies des conditions préalables. Une série de lois sont promulguées à cet effet : un serment de loyauté est exigé de la part des populations du sud. L'esclavage est officiellement supprimé en 1865 par le XIIIe amendement.

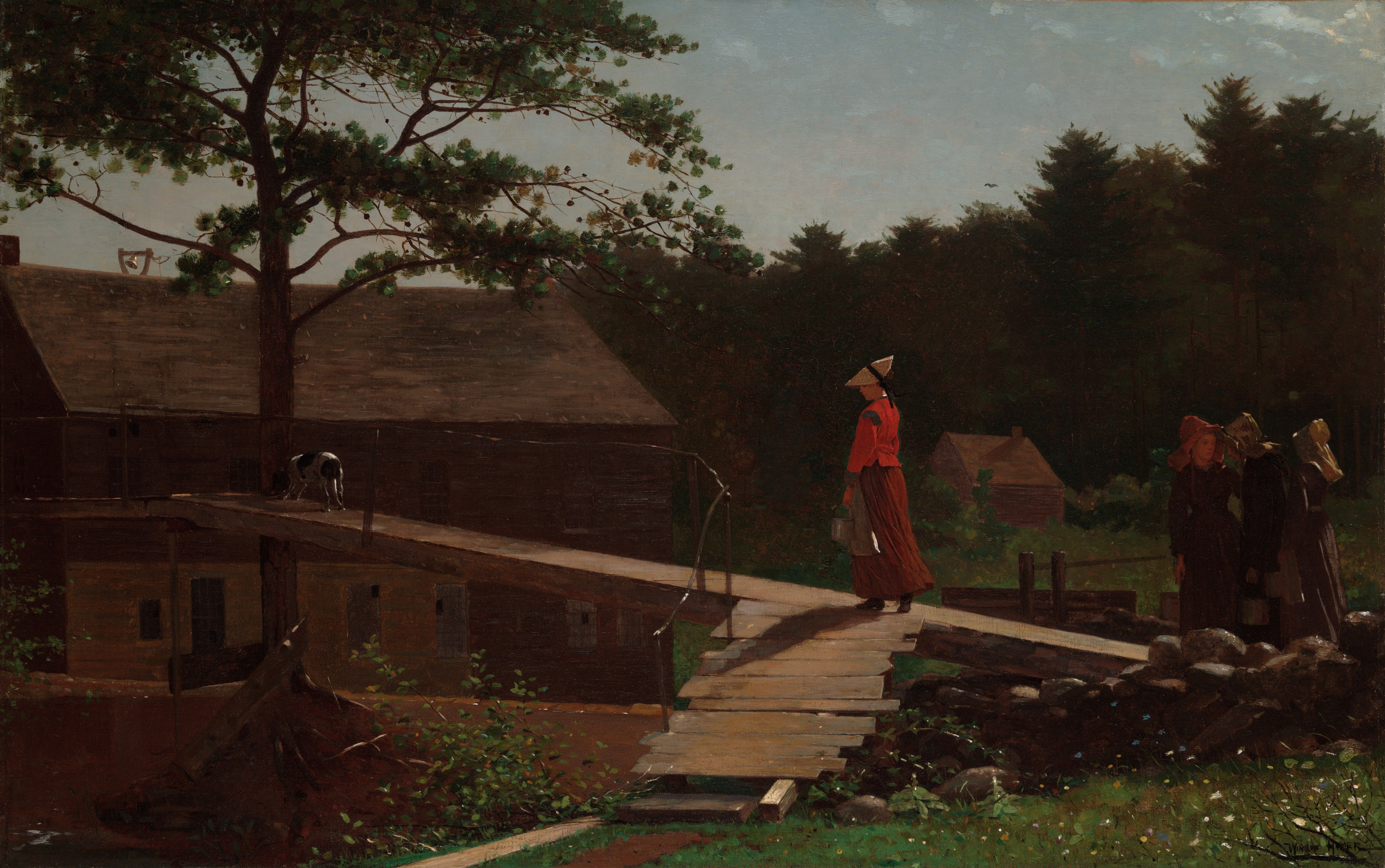
Vieux moulin
Winslow Homer, 1871
Yale University Art Gallery

Après la guerre civile, les nécessités économiques ont contraint de nombreuses femmes à travailler dans les usines. Cette situation est évoquée dans le tableau de Winslow Homer. On y voit le début d'une journée de travail, avec une jeune femme habillée à la mode, un seau à lunch à la main, qui gravit une rampe de fortune et un pont branlant menant à un moulin sombre. À droite, trois femmes bavardes vêtues de robes filées à la maison évoquent un sentiment de communauté rurale, contrairement à la figure solitaire qui venait probablement de la ville.
Après la reddition du général Lee à Appomatox, les troupes nordistes occupent les ex-États sécessionnistes, l’armée organise une distribution alimentaire aux populations affamées. Le gouvernement fédéral lance un crédit pour la reconstruction qui dure jusqu’en 1877, date où les troupes fédérales se retirent, c’est le compromis tacite de 1877.
Après l'assassinat de Lincoln, le président Andrew Johnson, ancien sénateur du Tennessee et propriétaire d'esclaves, suivit une politique indulgente envers les ex-Confédérés. Il nomma de nouveaux gouverneurs à l'été 1865 et déclara rapidement que les objectifs de la guerre — unité nationale et abolition de l'esclavage — avaient été atteints et que la Reconstruction était par conséquent achevée. Il n'y eut aucune réquisition ou confiscation, aucune plantation n'est divisée ou morcelée. Au contraire, Andrew Johnson fait expulser les Noirs des parcelles de terrains que certains généraux nordistes leur avaient distribués. De manière générale, la structure économique du Sud, construite sur des caractéristiques racistes, est totalement conservée. Le système des métayers, forme d'exploitation proche de l'esclavage, est créé pour les Noirs.
Des Blancs du sud (les scalawags) adhèrent au parti républicain afin d’obtenir des postes dans l’administration aux côtés des carpetbaggers. Les Blancs ayant soutenu la Confédération n’ont pas le droit de vote. Pour voter il faut jurer. Certains Noirs migrent vers le nord afin de trouver un travail comme ouvrier. L'ampleur des destructions causées par l'invasion du Sud, sa défaite, suivie des changements sociaux des États vaincus après la guerre, font naître une amertume durable dans le Sud à l'égard du gouvernement des États-Unis. Les anciens maîtres et les Blancs restés fidèles au Sud répondent par la violence en formant des sociétés terroristes (Ku Klux Klan, fleur du Camélia) et essaient de tuer les carpetbaggers, les scalawags et les Noirs de l’administration. La Louisiane tout entière est parcourue de bandes armées qui fouettaient, battaient ou tuaient des Noirs impunément. Selon le général Philip Sheridan, gouverneur militaire de la région, plus de 3 500 Noirs sont massacrés dans les 10 ans qui suivirent la guerre.
Les États du Sud avaient profité également de la période pour voter des Codes noirs restreignant fortement les droits des Afro-Américains nouvellement affranchis. Ils adoptent une série de lois interdisant la possession d'armes par les Noirs, le droit de réunion après le crépuscule, et « l'oisiveté ». Au Mississippi, la loi leur interdit également de posséder de la terre. En Caroline du Sud, elle leur interdit l'exercice de toutes professions « artistiques, commerciales ou industrielles », leur permettant seulement de devenir domestiques ou valets de ferme. Plusieurs États (ainsi qu'au Nord, comme New York) leur interdisent le droit de vote sous divers prétextes (suffrage censitaire, interdiction de vote pour les analphabètes, etc).
Dès que les troupes de l’union quittent le Sud en 1877, les carpetbaggers et les scalawags fuient au nord, tandis que l’émigration des Noirs s’accélère. Le compromis de 1877, à cause de l’incapacité du gouvernement fédéral à réunir et réconcilier réellement le pays, échoue pendant plusieurs décennies à garantir les droits civiques des anciens esclaves noirs dans le Sud. Le gouvernement fédéral abandonne les droits civiques pour les Noirs et redonne le pouvoir aux Bourbons, ainsi qu'on appelle les anciens maîtres.

### Les droits civiques
Les Républicains les plus radicaux tels que Thaddeus Stevens et Charles Sumner revendiquent le droit de vote pour les Noirs. Mais les violences prennent pour cible les anciens esclaves dans les années qui suivent la guerre, principalement sous l'impulsion du Ku Klux Klan, mouvement terroriste anti droits civiques.
Une des questions majeures de la reconstruction est celle des droits civiques pour les anciens esclaves des États du Sud. En réponse aux tentatives du Sud de refuser ces droits, le Congrès vote une loi des droits civiques (Civil Rights Act) ou XIVe amendement qui accorde la citoyenneté et l'égalité des droits aux Noirs en 1866 (une autre suivra en 1875).
Le congrès est en conflit avec le président Andrew Johnson, partisan d'une politique aussi limitée que possible, et qui utilise, surmonté par la majorité requise des deux tiers au congrès. Le conflit aboutit à une procédure d'impeachment contre le président en 1868, voté par la Chambre, avant qu'il ne soit acquitté par le Sénat, à une voix près.
Après d'importants gains du Parti républicain aux élections de mi-mandat en 1866, la première loi de reconstruction (First Reconstruction Act) est adoptée le 2 mars 1867. Il déclare d'emblée qu'« Il n'existe en ce moment ni gouvernement légal, ni protection adéquate de la liberté ou de la propriété dans les États rebelles ». La loi, qui prévoit le gouvernement du Sud, divisé en cinq districts (à l'exception du Tennessee réintégré en 1866) par les autorités militaires, est plusieurs fois renforcée jusqu'au dernier des Reconstruction Acts) voté le 11 mars 1868.
En 1869, le XVe interdit de limiter le droit de vote des Noirs. La ratification du XIVe, puis du XVe amendement, est imposée aux États du Sud comme une des conditions de leur réintégration dans l'Union. La réintégration est effective en 1870, mais la politique de la reconstruction se poursuit jusqu'en 1877, date à laquelle l'élection présidentielle, présentant un ex-æquo, est délibérée par la Chambre des représentants en faveur de Rutherford Hayes, le candidat du Nord, au détriment de Samuel Tilden, soutenu par le Sud. Il est généralement admis que cette élection est obtenue en échange de la fin de la reconstruction, cet échange étant appelé « compromis de 1877 ». La théorie ne fait pas l'unanimité des historiens. Quoi qu'il en soit, la Reconstruction prend effectivement fin à ce moment.
En 1874, la ligue blanche (White League), organisation raciste située dans la mouvance du Ku Klux Klan, tente un coup d'État à La Nouvelle-Orléans. Les gouvernements républicains des États du sud tombent peu à peu au profit du camp démocrate.

### Remise en question des droits civiques
La fin de la Reconstruction signifie aussi la fin des droits civiques pour les Noirs américains. Les années passant, le Nord perd son intérêt pour la question, et le Sud est de fait autorisé à établir la ségrégation raciale. Le nombre d’électeurs noirs continuera à augmenter jusqu’en 1880. Après la période de la Reconstruction, une grande partie de la législation des droits civiques est déclarée anticonstitutionnelle par la Cour suprême. Tout particulièrement, la Cour suprême déclare dans les Civil Rights Cases de 1883 que le Civil Rights Act de 1875 est inconstitutionnel, le XIVe amendement ne concernant que les États et non les personnes, le Congrès ne peut interdire aux personnes et aux entreprises privées (transport, restauration, théâtres) de pratiquer la ségrégation. En 1896, la cour va plus loin et dans l'arrêt Plessy v. Ferguson, elle autorise les États eux-mêmes à pratiquer la ségrégation, à condition que les conditions offertes aux deux races soient « séparées mais égales » (doctrine separate but equal). De facto, le Ku-Klux-klan intimide les électeurs noirs, nombre d’entre eux sont analphabètes et ne peuvent donc voter sans aide (qui leur est refusée). Dans certains États, on exige des électeurs de citer et commenter des passages de la Constitution devant un jury, qui élimine alors systématiquement les électeurs noirs.
C'est à partir de l'arrêt historique Brown v. Board of Education de 1954 que la doctrine fut remise en cause. Un nouveau Civil Rights Act est voté par le Congrès en 1964, et cette fois, soutenu par la Cour suprême. Cette loi, avec le Voting Rights Act (loi sur le droit de vote) de 1965, met effectivement fin à la ségrégation.

### Militantisme noir
Les principaux protagonistes de la cause des Noirs sont Booker T. Washington, Marcus Garvey et William Edward Burghardt Du Bois. Ce dernier fonde en 1909 la NAACP (National Association for the Advancement of Coloured Peoples). Le Parti Communiste américain suggère la création de communautés noires autonomes dans le sud.

## L'Âge d'Or et la République impérialiste (1877-1914)

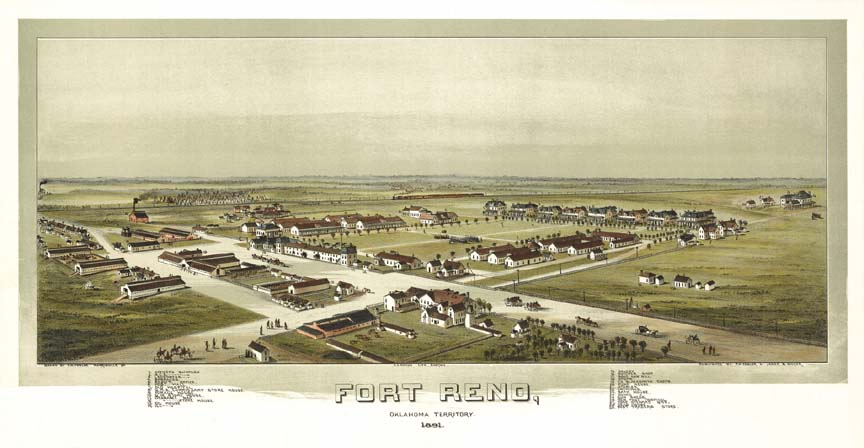
Fort Reno, Oklahoma (1891).

### Industrialisation
Les années qui suivent la fin de la guerre de Sécession sont celles où le chemin de fer est roi. Des milliers de kilomètres de voies ferrées sont construits jusqu'à la fin du XIXe siècle. En 1900, 200 000 milles de lignes de chemin de fer couvrent le territoire américain dont cinq transcontinentaux. La production sidérurgique et le commerce se trouvent ainsi stimulés.
Fonctionnant partout aux États-Unis, le système de location de prisonniers fournit aux propriétaires de mines et aux compagnies de chemin de fer une main d’œuvre à très bas coût. En Caroline du Sud par exemple, les détenus posent la quasi-totalité des voies ferrées mises en place entre 1876 et 1894. Les entreprises payent un loyer aux prisons, qui pour certaines prospérèrent grâce à ce système (ce qui eut aussi pour conséquence d'inciter les juges, sujets à des pressions, d'infliger des peines de prison plus longues). Les détenus travaillent 18 heures par jour et étaient généralement logés dans des baraquements pour animaux. Ces conditions de travail ont provoqué la mort de nombreux détenus. Outre les raisons économiques, la main-d’œuvre pénale était utilisée pour briser les grèves. En 1891, les ouvriers grévistes de la Tennessee Coal Company parviennent à libérer près de 400 détenus loués par la compagnie pour les remplacer.
Il existe une concurrence sauvage entre les entreprises. Dans les chemins de fer la guerre des tarifs fragilise les compagnies. En effet, dans les lignes soumises à la concurrence, les compagnies baissent leurs tarifs et vont jusqu'à vendre à perte pour capter la clientèle, quitte à se rattraper sur les lignes où elles n'ont pas de concurrence. Lors de la crise économique de 1873, beaucoup sont acculées à la faillite et sont rachetées à bas prix. Les autres préfèrent signer des accords secrets pour se partager le marché, mais ces accords ne fonctionnent vraiment qu'en période de prospérité.
La période se caractérise en outre par une tendance à la concentration des entreprises qu'il est possible d'attribuer au désir de contrôler le marché, de faire des économies d'échelle et aux capitaux des plus en plus importants que nécessitent le développement industriel. Le cas le plus connu est celui de Rockefeller qui rachète les droits de vote des actionnaires d'une quarantaine de compagnies pétrolières pour les contrôler. Ces dernières forment un trust sous sa direction. Il ferme 33 des 55 raffineries qu'il détient et, grâce aux économies d'échelle réalisées, engrange d'immenses profits. À la fin des années 1880, une quinzaine de trusts se sont ainsi constitués. En 1890, la loi Sherman interdit les trusts. Les capitaines d'industrie choisissent alors la holding comme forme de concentration. Rockefeller préfère développer la Standard Oil du New Jersey parmi toutes ses compagnies. En 1897, cette dernière contrôle 83,7 % du raffinage du pétrole. La Carnegie Steel Company (en) fournit 25 à 30 % de l'acier américain. Elle possède aussi ses mines de charbon et de fer, ses bateaux et ses trains. La compagnie Carnegie est ainsi un remarquable exemple des mouvements de concentration horizontale et verticale du capitalisme américain.
Comme lors de la Grande Dépression en Europe, qui nourrit les doutes sur une résistance politique grandissante du capitalisme mondial, les principales caractéristiques de cette dépression sont la déflation, le déclin rural et le chômage (indicatif de sous-consommation), qui aggravent les dures protestations sociales de l'Âge d'Or — le mouvement populiste, la croisade free-silver et des violents conflits ouvriers tels que la grève Pullman. De même, la période post-1873 en Europe voit une réémergence des organisations militantes dans les classes ouvrières et des cycles de grandes grèves. De fait, le passage rapide à l'impérialisme de la fin du XIXe siècle peut être corrélé avec les cycles de dépressions économiques qui affectent de nombreuses classes d'élites. À l'instar de la Longue Dépression (une ère de chômage aggravé et de déflation des prix des biens manufacturés), la panique de 1893 contribue à une compétition acharnée pour la conquête des marchés de la « sphère d'influence » grandissante des États-Unis, qui commence à empiéter sur celle de la Grande-Bretagne, particulièrement dans le Pacifique et l'Amérique du Sud.

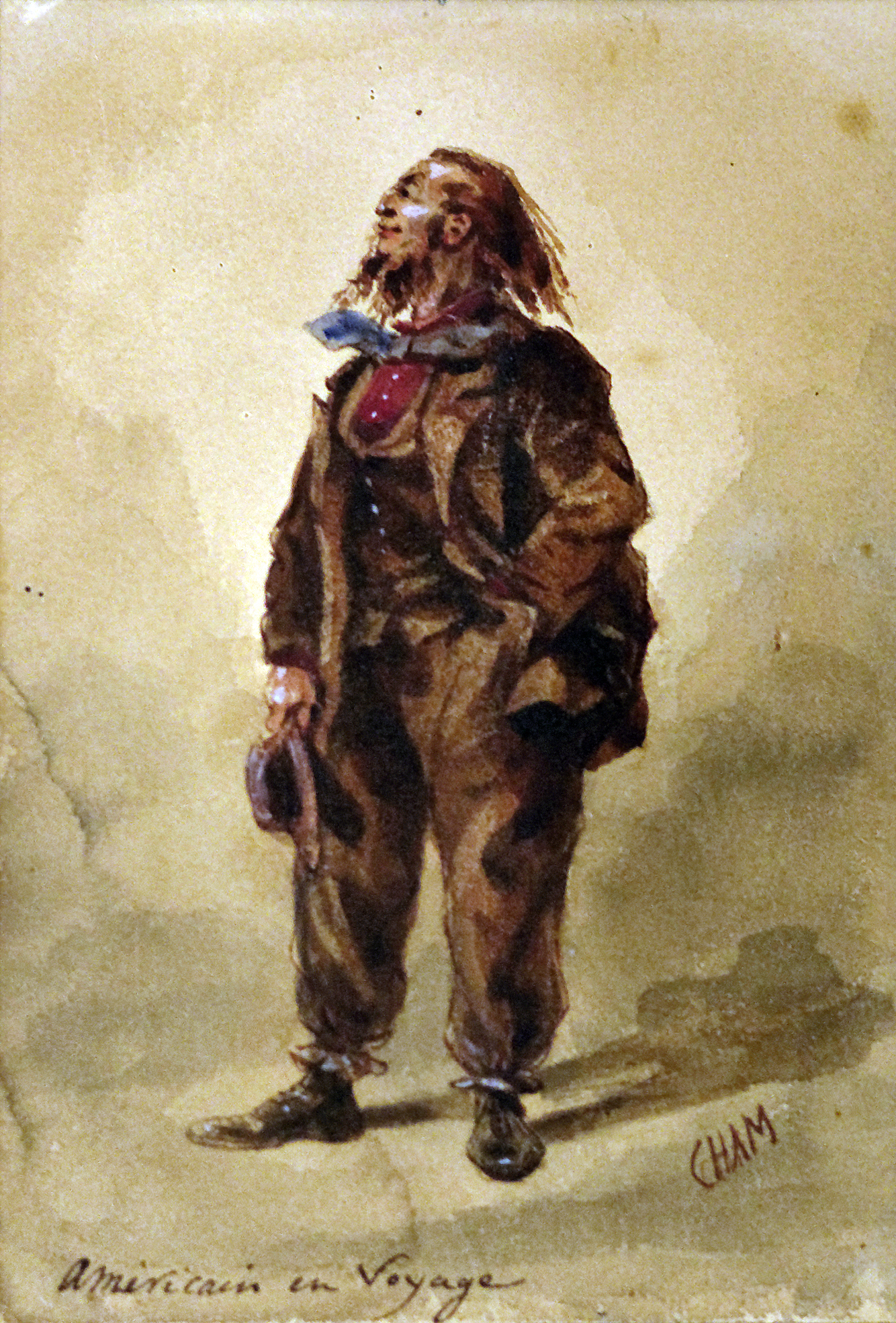
Américain en voyage, aquarelle de Cham (XIXe siècle)

L'Allemagne, les États-Unis, l'Italie et d'autres pays récemment industrialisés ont relativement moins besoin, par rapport au Royaume-Uni, d'exporter leur surplus de capital. Aussi ces nations utilisent-elles le protectionnisme et l'impérialisme formel, une fois attaqués par les libéraux adeptes du laissez faire économique, pour combattre l'avantage inégal des Britanniques sur les marchés internationaux.
Certains politiciens, tels qu'Henry Cabot Lodge, William McKinley et Theodore Roosevelt, défendent une politique étrangère plus agressive afin de sortir les États-Unis de la dépression sous la seconde Administration du président Grover Cleveland, connue pour sa politique intérieure (et extérieure) rappelant le libéralisme gladstonien.
Cependant, lors de la Première Guerre mondiale, la montée de l'impérialisme militaire américain aura pour effet de sauver les Alliés, empires libéraux plus anciens et mieux établis, de la menace émergente des Prussiens, absolutistes et néo-mercantilistes, quoiqu'avec un coût énorme.
Lorsque le Reich allemand réagit à la dépression par l'adoption de barrières douanières protectionnistes en 1879, les États-Unis les imitent avec l'élection écrasante de William McKinley, qui s'était distingué six ans auparavant avec les Barrières Douanières McKinley de 1890.
La menace que l'Amérique fait peser sur les Britanniques est alors intensifiée par son ascension comme une grande puissance militaire et politique après la Guerre Civile : adoption de barrières douanières protectionnistes, acquisition d'un empire colonial en 1898 et construction d'une puissante flotte militaire — la Grande flotte blanche.
Ces événements, introduits par la Deuxième Révolution industrielle, sont reproduits parallèlement en Allemagne, qui émerge comme une puissance militaire potentielle après sa propre réunification, l'adoption de barrières douanières en 1879, l'acquisition d'un empire colonial en 1884-85 et la construction d'une puissante flotte après 1898. Dans le Pacifique, depuis la Restauration Meiji, le développement du Japon suit un schéma similaire, derrière l'Occident, dans l'industrialisation et le militarisme, et lui permet d'établir une tête de pont ou sphère d'influence dans la Chine Qing. Bien que les investissements américains aux Philippines et Porto Rico demeurent relativement faibles, ces colonies sont des postes avancés stratégiques pour étendre les échanges avec l'Asie, en particulier la Chine, et l'Amérique Latine. Les États-Unis peuvent ainsi récolter les bénéfices de la politique de « Porte Ouverte » de la Chine et de la « diplomatie du dollar » sous la présidence Taft — une sorte de variante de la politique britannique de colonialisme informel.
Tous ces développements, en Allemagne, au Japon ou aux États-Unis, amènent le Royaume-Uni à l'impérialisme formel à cause de sa part relativement déclinante dans le commerce d'export mondial. Cependant, l'impérialisme des États-Unis, marqué par la réaffirmation de la Doctrine Monroe (formalisée dans le Corollaire de Roosevelt à la Doctrine Monroe en 1904) poursuit sa tâche de remplacement du Royaume-Uni comme principal investisseur en Amérique Latine, un processus en grande partie achevé à la fin de la Grande Guerre.
Entre 1877 et 1898, l'armée intervient pour réprimer plus de 300 grèves. Cela constitua une redéfinition du rôle de l'armée, notamment expliqué par le général George McClellan qui lui confiait pour mission d'écraser « les révoltes sur la scène nationale, les émeutes dans nos villes, ainsi que tous autres troubles qui, sans être assez graves pour être qualifiés de révoltes, le sont cependant trop pour relever de la compétence des forces de polices locales ».
Mother Jones décrit ainsi le travail des enfants dans une filature de coton, en 1906 : « Petites filles et petits garçons, pieds nus, allaient et venaient entre les rangées de broches interminables, ils approchaient des machines leurs petites mains décharnées pour renouer les fils cassés. Ils rampaient sous les machines pour les huiler. Jour et nuit, nuit et jour, ils changeaient les broches. Des petits enfants de six ans, aux visages de vieux de soixante ans, faisaient leurs huit heures par jour pour dix cents. Quand ils s'endormaient, on leur lançait de l'eau froide à la figure et la voix du directeur tonnait par-dessus le fracas incessant des machines. » Elle organise en 1903 à Philadelphie l'une des premières manifestations contre le travail des enfants. Le syndicat Industrial Workers of the World est fondé en 1905.
Au cours de la seule année 1913, 25 000 travailleurs moururent au travail et 750 000 furent gravement blessés.

### L'apogée de l'immigration
Pour maintenir les salaires aussi bas que possible, le patronat américain fait pression sur les responsables politiques pour que ceux-ci favorisent l'immigration et ainsi placent les travailleurs en concurrence permanente pour les emplois existants. Le Congrès vote une loi permettant aux industriels d'importer une main-d’œuvre étrangère légalement liée à son emploi jusqu'au remboursement complet du prix de la traversée.
Entre 1870 et 1920, 20 millions d'Européens émigrent vers les États-Unis. L'immigration allemande, déjà très forte durant les années 1850, se poursuit de plus belle. De 1881 à 1890, 1 400 000 Allemands entrent aux États-Unis, soit un tiers de l'immigration totale européenne. L'année 1882 avec 250 000 entrées en constitue l'apogée. 80% d'entre eux s'établissent dans le quart Nord-Est des États-Unis. La forte immigration allemande a pour conséquence qu'en 1890, il existe dans le pays 800 journaux en langue allemande dont quatre quotidiens à New-York. Confrontée à la question de l'intervention des États-Unis lorsqu'éclate la Première Guerre mondiale, cette presse soutiendra la neutralité américaine de 1914 à 1917.
L'immigration juive est allemande dans un premier temps. Dès 1836, les Juifs émigrent-ils de Bavière vers les États-Unis. La population juive des États-Unis passe de 50 000 en 1860 à 250 000 en 1880 alors qu'en même temps la population totale passe de 17 à 49 millions de personnes. À partir des années 1870, les immigrants d'Europe orientale arrivent. Mais c'est à partir de l'assassinat du tsar Alexandre II en 1881 et des vagues de pogroms qui l'ont suivi que l'immigration devient massive. Ces immigrants parlent yiddish et sont pour la plupart beaucoup plus pratiquants que leurs prédécesseurs allemands. Non sans hostilité de la part des Juifs plus anciennement installés, ils transforment à leur tour la communauté juive américaine, particulièrement à New-York où ils s'établissent. Les Juifs de New-York représentent 33 % de la communauté juive américaine en 1880 et 40 % en 1920.
Face à l'afflux massif d'immigrés non anglo-saxons, l'administration américaine prend des mesures limitatives. La xénophobie affecte particulièrement les immigrés asiatiques : en 1882, le Chinese Exclusion Act interdit l'immigration chinoise sur le sol américain pour une période de dix ans. En mai 1921, le Congrès instaure une politique de quotas par nationalité, ainsi seuls 3 % des immigrés d'une certaine origine désireux d'intégrer le sol américain seront acceptés en fonction du nombre de cette population en 1910. En 1924 les quotas se durcissent avec seulement 2 % d'acceptés par rapport à la population de cette nationalité présente sur le sol américain en 1890.

### L'expansion vers l'Ouest

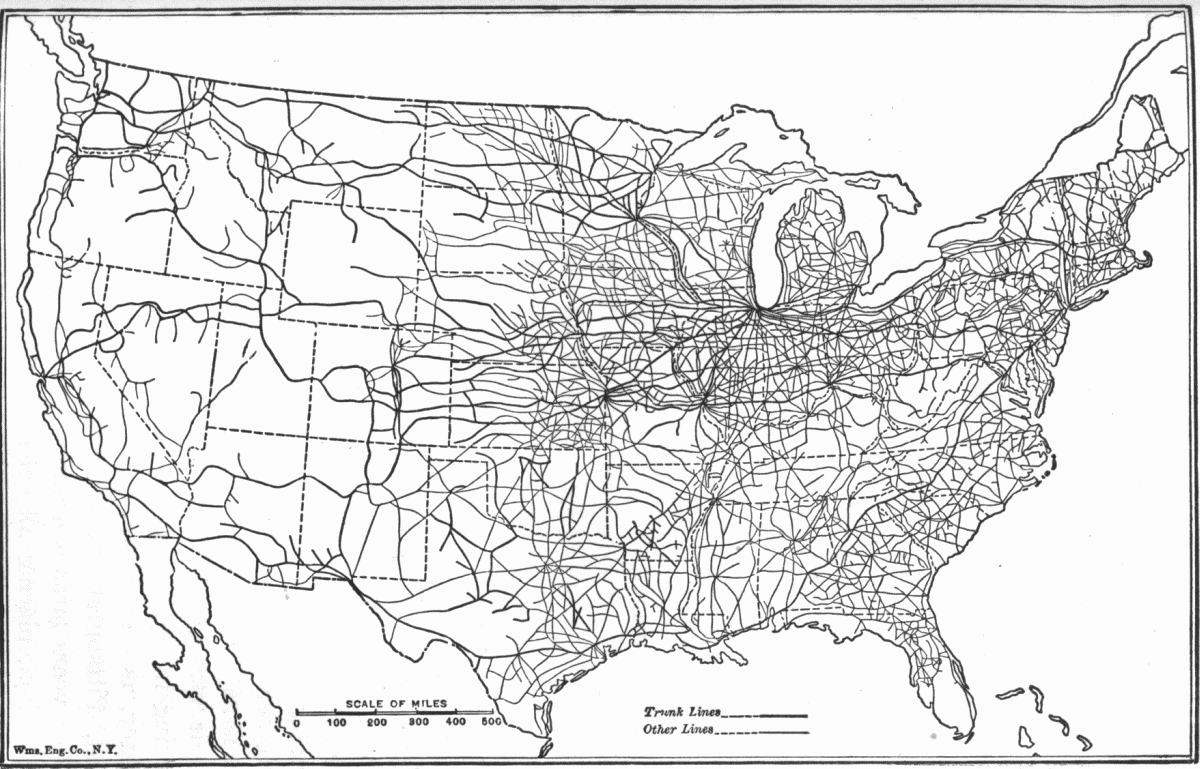
Carte du réseau ferroviaire en 1918.

En 1867, la Russie vend l'Alaska aux États-Unis. En 1889 et 1890, l'Union s'agrandit avec six nouveaux États (Dakota du Sud, Dakota du Nord, Montana, Washington, Idaho, Wyoming). En 1912, l'admission de l'Arizona et du Nouveau-Mexique complète l'ensemble continental. La construction de voies ferrées transcontinentales permet de surmonter l'obstacle de l'immensité et des distances. La réalisation du premier chemin de fer transcontinental, l'Union Pacific-Central Pacific, en 1869, entre Omaha et San Francisco, marque une date importante dans la conquête de l'Ouest. D'autres lignes transcontinentales sont achevées avant la fin du XIXe siècle : le Great Northern entre Saint-Paul et Seattle en 1893, le Northern Pacific de Chicago vers le Nord-Ouest en 1881, l'Atchison, Topeka and Santa Fe entre Kansas City et Los Angeles et San Francisco la même année, le Southern Pacific de La Nouvelle-Orléans à Los Angeles en 1883. Les compagnies de chemin de fer sont les grandes bénéficiaires de la ruée vers l'Ouest. En effet, dès 1862, le Congrès leur concède dix sections alternées de part et d'autre de la ligne à construire. Entre 1850 à 1871, les compagnies de chemin de fer reçoivent 181 millions d'acres en tout. Elles les revendent avec un important bénéfice aux agriculteurs.
En pleine guerre de Sécession, en 1862, Lincoln signe le Homestead Act. Il permet à chaque famille pouvant justifier qu'elle occupe un terrain depuis 5 ans d'en revendiquer la propriété privée, et ce dans la limite de 160 acres, soit 65 hectares. Si la famille y vit depuis au moins 6 mois, elle peut aussi sans attendre acheter le terrain à un prix relativement faible de 1,25 dollar par acre. Cette loi ne sera pas étendue aux Noirs après leur émancipation. Pourtant de 1867 à 1885, les terres de l'Ouest ne sont pas occupées par les farmers mais par des éleveurs de bovins. C'est au Sud du Texas qu'apparaissent les premiers grands troupeaux. Les éleveurs peuvent réaliser des bénéfices importants en vendant leurs bêtes sur les marchés du Nord. Ceci explique les formidables transhumances des lieux d'élevage aux gares situées plus au Nord, à Abilene ou à Wichita. Mais les bêtes perdent du poids pendant le voyage. Les éleveurs prennent l'habitude d'acheter le bétail au Texas et de l'engraisser dans les grandes plaines, plus au Nord, au plus près des gares. Le Wyoming, les deux Dakota et le Montana deviennent ainsi des vastes zones de pâture. Les rigueurs de l'hiver 1886-1887, en tuant un grand nombre de bovins, mettent fin à l'empire du bétail et à la période des pionniers du Far West. Les fermiers s'installent progressivement entourant leurs parcelles de barbelés et repoussant les troupeaux plus à l'Ouest. Le dry farming et l'utilisation de blés durs permettent à ces régions semi-arides d'obtenir une forte productivité.
L'afflux des pionniers en quête de métaux précieux ou de terres provoque de nombreux heurts avec les Amérindiens. Le général Custer est battu à la bataille de Little Big Horn (1876, Montana) face à une coalition de tribus indiennes (Cheyennes et Sioux du Sitting Bull). En 1886, le chef Apache Geronimo est contraint de déposer les armes. Le massacre de Wounded Knee, le 29 décembre 1890 sonne le glas de la résistance indienne. Les autorités tentent de pratiquer alors une politique d'assimilation. Elles s'en prennent à la propriété collective traditionnelle et obligent à partir de 1887 les Indiens à recevoir une part de terres tribales, le reste revenant à l'État fédéral.

### La vie politique
L'âge du toc est marqué par la mainmise des milieux d'affaires sur la vie politique. Des municipalités à l'élection des sénateurs, ils contrôlent une classe politique vénale qui soutient sans réserve leurs intérêts. Les hommes d'affaires parviennent à faire croire aux électeurs, principalement aux classes moyennes, que leurs intérêts sont ceux de la nation entière. C'est l'« évangile de la richesse ». Les partis politiques ne permettent pas le débat d'idées. En effet, le parti républicain et le parti démocrate sont des coalitions d'intérêts parfois antagonistes et ne sont plus guère, à partir de 1876, que des machines à remporter les élections et à pourvoir les supporters de places dans l'administration selon le système des dépouilles. Ce n'est qu'en 1883, que, pour limiter les abus et les scandales liés au système des dépouilles que le président Chester Arthur fait voter la loi Pendleton. Elle fixe une liste d'emplois dont les titulaires sont désignés par une commission indépendante en fonction de leurs capacités. À la fin du siècle, la nomination d'un fonctionnaire fédéral sur deux dépend de la commission. Mais la collusion entre monde politique et milieu des affaires perdure à cause du coût grandissant des campagnes électorales. Pour remercier les associations industrielles protectionnistes qui ont aidé à l'élection de Benjamin Harrison, les Républicains votent en 1890 le tarif McKinley. Les tarifs douaniers sont tellement prohibitifs que certaines entreprises européennes choisissent de s'installer aux États-Unis. Mais ils entrainent une hausse des produits industriels. Grover Cleveland est réélu président au moment où le pays connaît une crise économique sévère. Il répond aux nombreuses grèves et aux marches de chômeurs en faisant intervenir les troupes fédérales. Sa politique monétaire, fin du bi-métallisme, mécontente les États du Sud et ceux producteurs d'argent.
Les protestataires, parviennent à imposer leur candidat au parti démocrate, William J. Bryan pour les élections présidentielles de 1896. Ce candidat qui défend avec passion l'Amérique agraire chère à Jefferson et le bi-métallisme effraie les milieux industriels qui soutiennent tous le candidat républicain William McKinley. La victoire de ce dernier marque la victoire définitive du capitalisme et une domination de 16 ans pour le parti républicain.
D'après l'universitaire John Gerassi et le journaliste Frank Browning, « la loi et le droit furent si fréquemment violés et de manière si flagrante au profit des industriels [...] qu'il ne serait pas abusif de parler d'une dictature des riches, de la fin de la guerre de Sécession jusqu'à la Première Guerre mondiale ».

### Politique extérieure
La fin du XIXe siècle marque le début d'une période d'expansion du néo-impérialisme, poussant les États-Unis sur la scène mondiale :
- 1893 : La reine Liliʻuokalani est renversée par un coup d'État américain et provoque l'annexion d'Hawaii par les États-Unis en 1898.
- 1898 : Guerre hispano-américaine: les États-Unis prennent le contrôle des colonies espagnoles: Cuba, les Philippines, Porto Rico et Guam.
- 1903 : Intervention en Colombie pour assurer l'indépendance de Panama et pour récupérer la zone afin de continuer la construction du canal.
- 1905 : Theodore Roosevelt met fin à la guerre entre la Russie et le Japon. Le président américain a servi d’arbitre dans ce conflit et reçut le Prix Nobel de la paix le 10 décembre 1906.

## Première Guerre mondiale

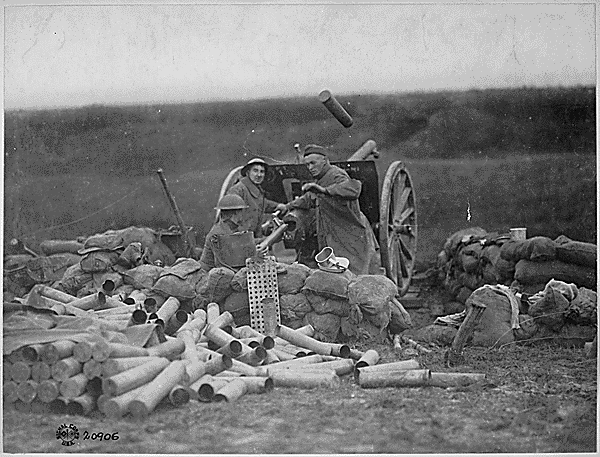
Premier tir américain sur le front lorrain avec un canon de 75 Modèle 1897 français, le 9 février 1918 près de Bathelémont-lès-Bauzemont (Meurthe-et-Moselle).

Au cours du XXe siècle les États-Unis sont impliqués dans deux Guerres mondiales. Après avoir fermement maintenu leur neutralité lorsque la Première Guerre mondiale éclate en 1914, les États-Unis entrent en guerre le 6 avril 1917 après l'interception par les Britanniques du télégramme Zimmermann. Auparavant en 1917 les États-Unis ont rompu leurs relations diplomatiques avec l'Empire allemand du fait de la politique de guerre sous-marine de celle-ci, menée contre les bâtiments civils.
Avec l'aide américaine le Royaume-Uni, la France et l'Italie gagnent la guerre, et imposent de dures sanctions économiques à l'Allemagne dans le Traité de Versailles. Malgré les appels du Président Woodrow Wilson pour des termes plus acceptables, l'impact économique des réparations requises par le Traité est sévère. La misère qu'il produit en Allemagne aide Adolf Hitler à prendre le pouvoir en Allemagne en 1933. Le Sénat des États-Unis ne ratifie pas le Traité de Versailles ; au contraire, il signe des traités de paix distincts avec l'Allemagne et ses alliés.
Désabusés par la guerre qui n'a pas permis d'atteindre les hauts idéaux promis par le président Woodrow Wilson, le peuple américain choisit alors l'isolationnisme : ils tournent leur attention vers l'intérieur, loin des relations internationales, uniquement sur les affaires intérieures.
La Première Guerre mondiale modifie le pays et sa place dans le monde. À l'intérieur, le besoin de main d'œuvre dans le contexte d'une guerre totale fait affluer les Noirs du sud vers les villes du nord et de l'ouest.